# Dzmitryj Rak
Dzmitryj Michajławicz Rak (biał. Дзмітрый Міхайлавіч Рак, ros. Дмитрий Михайлович Рак, Dmitrij Michajłowicz Rak; ur. 21 czerwca 1976 w Mińsku) – białoruski narciarz, specjalista narciarstwa dowolnego. Najlepsze wyniki na mistrzostwach świata osiągał na mistrzostwach w Meiringen, mistrzostwach w Whistler i mistrzostwach w Deer Valley, gdzie za każdym razem zajmował 10. miejsce w skokach akrobatycznych. Jego najlepszym wynikiem olimpijskim jest również 10. miejsce w tej samej konkurencji na igrzyskach olimpijskich w Salt Lake City. Najlepsze wyniki w Pucharze Świata osiągnął w sezonach 1999/2000 i 2000/2001, kiedy to zajmował 33. miejsce w klasyfikacji generalnej.
W 2007 r. zakończył karierę.

## Osiągnięcia

### Igrzyska olimpijskie
| Miejsce | Dzień     | Rok  | Miejscowość    | Konkurencja        | Zwycięzca    |
| ------- | --------- | ---- | -------------- | ------------------ | ------------ |
| 10.     | 19 lutego | 2002 | Salt Lake City | Skoki akrobatyczne | Aleš Valenta |
| 24.     | 23 lutego | 2006 | Turyn          | Skoki akrobatyczne | Han Xiaopeng |

### Mistrzostwa świata
| Miejsce | Dzień       | Rok  | Miejscowość | Konkurencja        | Zwycięzca        |
| ------- | ----------- | ---- | ----------- | ------------------ | ---------------- |
| 11.     | 9 lutego    | 1997 | Iizuna      | Skoki akrobatyczne | Nicolas Fontaine |
| 10.     | 13 lutego   | 1999 | Meiringen   | Skoki akrobatyczne | Eric Bergoust    |
| 10.     | 20 stycznia | 2001 | Whistler    | Skoki akrobatyczne | Alaksiej Hryszyn |
| 10.     | 1 lutego    | 2003 | Deer Valley | Skoki akrobatyczne | Dmitrij Archipow |
| 17.     | 18 marca    | 2005 | Ruka        | Skoki akrobatyczne | Steve Omischl    |

#### Miejsca w klasyfikacji generalnej
- sezon 1995/1996: 127.
- sezon 1996/1997: 93.
- sezon 1997/1998: 70.
- sezon 1998/1999: 53.
- sezon 1999/2000: 33.
- sezon 2000/2001: 33.
- sezon 2001/2002: 29.
- sezon 2002/2003: 35.
- sezon 2003/2004: 188.
- sezon 2004/2005: 52.
- sezon 2005/2006: 66.
- sezon 2006/2007: 139.

#### Miejsca na podium
1. Špindlerův Mlýn – 5 lutego 2006 (Skoki akrobatyczne) – 3. miejsce